# Hippolyte Curral
Hippolyte Curral, né le 11 décembre 1865 à Sallanches (Haute-Savoie) et décédé le 6 octobre 1951 à Sallanches, est un homme politique français.

## Biographie
Il est le fils de Alexandre Curral, notaire à Sallanches.
Avocat, ancien bâtonnier, il est sénateur de la Haute-Savoie de 1925 à 1936. Inscrit au groupe de la Gauche démocratique, il siège aux commissions de la législation civile et des travaux publics. C'est un parlementaire actif, souvent désigné comme rapporteur.

## Sources
- « Hippolyte Curral », dans le Dictionnaire des parlementaires français (1889-1940), sous la direction de Jean Jolly, PUF, 1960 [détail de l’édition]